# Mezzanino
zum Mezzanino (Halb- oder Zwischengeschoss eines mehrstöckigen Gebäudes) siehe hier
Mezzanino ist eine norditalienische Gemeinde (comune) mit 1372 Einwohnern (Stand 31. Dezember 2023) in der Provinz Pavia in der Lombardei. Die Gemeinde liegt etwa acht Kilometer südsüdöstlich von Pavia in der Region Oltrepò Pavese am Südufer des Po, an dessen Zusammenfluss mit dem Ticino. 
Der 918 km² große Parco naturale lombardo della Valle del Ticino liegt teilweise auf dem Gebiet der Gemeinde Mezzanino.

## Geschichte
Die Gründung Mezzaninos erfolgte vermutlich auf einer Flussinsel des Po.

## Verkehr
Durch die Gemeinde führt die frühere Strada Statale 617 Bronese (heute eine Provinzstraße) von Pavia nach Broni.